# Łukasz Grzędzicki
Łukasz Piotr Grzędzicki, kaszub. Łukôsz Pioter Grzãdzëcczi (ur. 1981) – polski urzędnik samorządowy i działacz regionalny, w latach 2010–2016 prezes Zrzeszenia Kaszubsko-Pomorskiego.

## Życiorys
Pochodzi z Szymbarku. W 1999 wydał monografię poświęconą dziejom parafii w tej miejscowości, pisywał również do „Gazety Kartuskiej”. Ukończył Liceum Ogólnokształcące w Kartuzach, następnie zaś studiował prawo na Uniwersytecie Gdańskim. W 2003 rozpoczął pracę w Urzędzie Marszałkowskim Województwa Pomorskiego, pełniąc m.in. funkcję dyrektora kancelarii sejmiku. Od 2000 pozostaje członkiem Zrzeszenia Kaszubsko-Pomorskiego. W latach 2008–2010 sprawował funkcję wiceprezesa Zarządu Głównego ZKP ds. organizacyjno-prawnych. W grudniu 2010 został wybrany na prezesa zrzeszenia, wygrywając rywalizację z Teresą Hoppe. Funkcję pełnił do 2016, był najmłodszym prezesem w historii ZKP. Później ponownie był wiceprezesem zrzeszenia.
Wstąpił do Platformy Obywatelskiej. W październiku 2013 został przewodniczącym struktur tej partii w powiecie kartuskim. Kandydował bez powodzenia w wyborach do Parlamentu Europejskiego w 2014. W 2024 uzyskał mandat radnego powiatu kartuskiego.